# Cheadle and Gatley

Cheadle and Gatley foi, de 1894 a 1974, um distrito urbano do Condado de Cheshire, na Inglaterra. Atualmente faz parte do borough metropolitano de Stockport, na Grande Manchester.
O distrito cobre uma área maior do que as atuais cidades de Cheadle e Gatley, includindo não apenas estas duas cidades mas também Cheadle Hulme e Heald Green.